# Amédée Charles Alexandre de Tascher
 (novembre 2016).
Si vous disposez d'ouvrages ou d'articles de référence ou si vous connaissez des sites web de qualité traitant du thème abordé ici, merci de compléter l'article en donnant les références utiles à sa vérifiabilité et en les liant à la section « Notes et références ».
Amédée Charles Alexandre de Tascher, né le 19 août 1798 à Saint-Cosme-en-Vairais, en Sarthe a été maire du Mans de novembre 1813 au 13 janvier 1816.
Il est le fils de Charles François de Tascher (1746-1820), seigneur de Pouvray et de Catherine Bailly de Montaran.
Il s'est marié à Anne Balavoine Devaux le 10 septembre 1828, à Mamers.